# Островер, Леон Исаакович
Лео́н Исаа́кович Острове́р (24 декабря 1889 [5 января 1890], Плоцк — 3 июля 1962, Москва) — советский врач, писатель, начинал писать на идише, впоследствии перешёл на русский язык.

## Биография
В 1910 году окончил философский факультет Краковского университета, в 1914 — медицинский факультет Берлинского университета. Участвовал в Первой мировой (полковой врач в действующей армии), гражданской, Великой Отечественной (начальник госпиталя) войнах.
Похоронен в Москве, на Востряковском кладбище.

### Семья
Сын — Александр (р. 1924), танкист Великой Отечественной войны.

## Творчество
Печатался с 1919 года. Автор многих исторических повестей — в частности, биографий народников Петра Алексеева и Ипполита Мышкина и польского революционера Костюшко для книжной серии «Жизнь замечательных людей».

### Книги Леона Островера
- В серой шинели: Записки полкового врача. — М.; Л.: Госиздат, 1926. — 157 с.
- Когда река меняет русло. — М.: Госиздат, 1927. — 302 с.
- Лечебница Рикарди. — М.: ЗИФ, 1928. — 253 с.
- Конец Княжеострова: Роман. — Л.: Прибой, 1930. — 291 с.
- Саре-Су: Очерк. — М.: Молодая гвардия, 1931. — 31 с.
- Караван входит в город: Роман. — Л.: Советский писатель, 1940. — 296 с.
- На берегу Двины: Повесть. — М.: Советский писатель, 1950. — 200 с.
- На большой волне: Повесть. — М.: Советский писатель, 1954. — 227 с.
- Николай Щорс: Повесть. — М.: Детгиз, 1957. — 126 с.
- Пётр Алексеев. — М.: Молодая гвардия, 1957, 1964. — 224 с. (Серия «Жизнь замечательных людей»)
- Ипполит Мышкин. — М.: Молодая гвардия, 1959. — 238 с. (Серия «Жизнь замечательных людей»)
- Костюшко. — М.: Молодая гвардия, 1961. — 272 с. (Серия «Жизнь замечательных людей»)
- Буревестники: Сборник рассказов. — М.: Детская литература, 1965. — 640 с.